# Casale Foot Ball Club 1923-1924
Questa pagina raccoglie i dati riguardanti il Casale Foot Ball Club nelle competizioni ufficiali della stagione 1923-1924.

## Stagione
Il Casale riuscì a conquistare una tranquilla salvezza classificandosi all'ottavo posto nel girone A.

## Rosa
| N. |                   | Ruolo | Calciatore          |
| -- | ----------------- | ----- | ------------------- |
|    | Italia (bandiera) | P     | Candido De Giovanni |
|    | Italia (bandiera) | P     | Alberto Gaviorno    |
|    | Italia (bandiera) | D     | Umberto Caligaris   |
|    | Italia (bandiera) | D     | De Micheli          |
|    | Italia (bandiera) | D     | Luigi Gallino       |
|    | Italia (bandiera) | D     | Luciano Grosso II   |
|    | Italia (bandiera) | D     | Eraldo Monzeglio    |
|    | Italia (bandiera) | C     | Angelo Albertoni    |
|    | Italia (bandiera) | C     | Gentile Bargero     |
|    | Italia (bandiera) | C     | Francesco Blando    |

| N. |                   | Ruolo | Calciatore         |
| -- | ----------------- | ----- | ------------------ |
|    | Italia (bandiera) | C     | Bruno Ferraris II  |
|    | Italia (bandiera) | C     | Carlo Fornero      |
|    | Italia (bandiera) | C     | Ernesto Greppi     |
|    | Italia (bandiera) | C     | Ernesto Lucotti    |
|    | Italia (bandiera) | A     | Eduardo Gino Gabba |
|    | Italia (bandiera) | A     | Angelo Mattea      |
|    | Italia (bandiera) | A     | Enrico Migliavacca |
|    | Italia (bandiera) | A     | Guzzo              |
|    | Italia (bandiera) | A     | Mario Sartorio     |

## Risultati

### Prima Divisione

#### Girone di andata
| Arbitro: | Trezzi (Milano) |

|                                                   |           |            |
| Santamaria 28’, 42’, 48’ Sardi 61’, 68’ Catto 82’ | Marcatori | 1’ Gallino |

| Arbitro: | Guarnieri (Milano) |

|           |           |  |
| Gabba 60’ | Marcatori |  |

| Arbitro: | Alfieri (Bologna) |

|                       |           |  |
| Melchior 6’, 74’, 85’ | Marcatori |  |

| Arbitro: | Vagge (Genova) |

|                      |           |                                               |
| Mattea 85’ Gabba 87’ | Marcatori | 15’ Pastore 55’ (rig.) Gianfardoni 90’ Grabbi |

| Arbitro: | Bortoletti (Venezia) |

|                              |           |  |
| Breviglieri I 44’ Cuttin 80’ | Marcatori |  |

| Arbitro: | Venegoni (Legnano) |

|                                                   |           |  |
| Gallino 39’ (rig.) Guzzo 43’ Gabba 62’ Mattea 88’ | Marcatori |  |

| Arbitro: | Panzeri (Milano) |

|                                      |           |              |
| Mattea 11’ Gabba 14’, 52’ Blando 25’ | Marcatori | 90’ Giuliani |

| Arbitro: | Pinasco (Sestri Ponente) |

|              |           |  |
| Sartorio 37’ | Marcatori |  |

| Livorno 2 dicembre 1923 9ª giornata | Livorno            | 0 – 0 | Casale | Campo di Villa Chayes\| Arbitro: \| Merani (La Spezia) \| |
| Arbitro:                            | Merani (La Spezia) |       |        |                                                           |

| Arbitro: | Trezzi (Milano) |

|  |           |                |
|  | Marcatori | 17’ Baloncieri |

| Arbitro: | Gera (Torino) |

|                                  |           |  |
| Conti 35’ Agradi 60’ Rivolta 69’ | Marcatori |  |

#### Girone di ritorno
| Casale Monferrato 6 gennaio 1924 12ª giornata | Casale          | 0 – 0 | Genoa | Stadio Natale Palli\| Arbitro: \| Majani (Torino) \| |
| Arbitro:                                      | Majani (Torino) |       |       |                                                      |

| Arbitro: | Guiot (Milano) |

|                               |           |  |
| Cambiaso 68’ Bergamino II 76’ | Marcatori |  |

| Arbitro: | Pinasco (Sestri Ponente) |

|            |           |  |
| Blando 69’ | Marcatori |  |

| Arbitro: | Pinasco (Sestri Ponente) |

|                                                  |           |                                    |
| Monticone 13’ Gianfardoni 44’ (rig.) Rosetta 89’ | Marcatori | 21’ (aut.) Gianfardoni 57’ Gallino |

| Arbitro: | Zennaro (Genova) |

|             |           |  |
| Gallino 35’ | Marcatori |  |

| Arbitro: | Cattaneo (Milano) |

|  |           |           |
|  | Marcatori | 22’ Gabba |

| Arbitro: | Grossi (Milano) |

|                                      |           |  |
| Bissolotti 48’ Rizzi 55’ Bonardi 80’ | Marcatori |  |

| Arbitro: | Brunetti (Torino) |

|                       |           |                                      |
| Reynaud 5’ Degara 63’ | Marcatori | 10’, 30’ Ferraris II 67’ Migliavacca |

| Arbitro: | Zennaro (Genova) |

|                           |           |  |
| Gabba 25’ Migliavacca 65’ | Marcatori |  |

| Arbitro: | Brunetti (Torino) |

|                                                    |           |                 |
| Banchero 14’, 77’ Capra I 31’ Bay I 59’ Avalle 79’ | Marcatori | 15’ Migliavacca |

| Arbitro: | Brunetti (Torino) |

|              |           |  |
| Caligaris 5’ | Marcatori |  |

## Statistiche

### Statistiche di squadra
| Competizione    | Punti | In casa | In casa | In casa | In casa | In casa | In casa | In trasferta | In trasferta | In trasferta | In trasferta | In trasferta | In trasferta | Totale | Totale | Totale | Totale | Totale | Totale | DR |
| Competizione    | Punti | G       | V       | N       | P       | Gf      | Gs      | G            | V            | N            | P            | Gf           | Gs           | G      | V      | N      | P      | Gf     | Gs     | DR |
| --------------- | ----- | ------- | ------- | ------- | ------- | ------- | ------- | ------------ | ------------ | ------------ | ------------ | ------------ | ------------ | ------ | ------ | ------ | ------ | ------ | ------ | -- |
| Prima Divisione | 22    | 11      | 8       | 1       | 2       | 17      | 5       | 11           | 2            | 1            | 8            | 8            | 29           | 22     | 10     | 2      | 10     | 25     | 34     | -9 |

### Statistiche dei giocatori
| Giocatore      | Prima Divisione | Prima Divisione |
| Giocatore      | Presenze        | Reti            |
| -------------- | --------------- | --------------- |
| A. Albertoni   | 22              | 0               |
| G. Bargero     | 1               | 0               |
| F. Blando      | 16              | 2               |
| U. Caligaris   | 19              | 1               |
| C. De Giovanni | 2               | -3              |
| De Micheli     | 10              | 0               |
| Ferraris II    | 9               | 2               |
| Fornero        | 1               | 0               |
| E. Gabba       | 22              | 7               |
| L. Gallino     | 22              | 4               |
| A. Gaviorno    | 20              | -31             |
| E. Greppi      | 16              | 0               |
| Grosso II      | 16              | 0               |
| Guzzo          | 6               | 1               |
| E. Lucotti     | 7               | 0               |
| A. Mattea      | 22              | 3               |
| E. Migliavacca | 14              | 3               |
| E. Monzeglio   | 1               | 0               |
| M. Sartorio    | 16              | 1               |